# Claus Beck-Nielsen
Claus Beck-Nielsen, född 6 maj 1963 i Ålborg, är en dansk dramatiker, romanförfattare och skådespelare.

## Biografi
Claus Beck-Nielsen är utbildad vid den statliga högskolan Forfatterskolen där han gick ut 1993. Han är också utbildad vid den internationella performanceteatern Cantabile 2:s skådespelarutbildning i Vordingborg. Som dramatiker debuterade han 1993 med radiopjäsen Bjerget. Hans första scenpjäs, Andy Warhol, uppfördes 1995 av experimentscenen Kaleidoskop i Köpenhamn där han medverkade själv som skådespelare. Han har sedan spelat teater i egna pjäser på Kanonhallen i Köpenhamn och Gladsaxe Teater. Som prosaförfattare debuterade han 1997 med de två berättelser samlade i Vejlederne. Debutromanen Horne land utkom 1999.
1984–1989 var han gitarrist och sångare i rockbandet Creme X-Treme. 1995–2000 drev han tillsammans med den tyske bildkonstnären Stelter firman Beck-Nielsen Hannover som ställde ut på världsutställningen Expo 2000 i Hannover. 1996–1999 skrev han teaterkritik i Politiken.
Han har vid olika tillfällen uppträtt som performance-artist. I den föregivet postuma självbiografin Claus Beck-Nielsen (1963–2001) 2003 kunde man läsa om hur han som Claus Nielsen lät sig hittas på Københavns Hovedbanegård som hemlös utan personnummer och utan minnen. 2004 försökte han ta sig in i Irak med demokratin i en koffert, skildrat i romanen Självmordsaktionen 2006. Han har framträtt under en serie olika pseudonymer: Claus Nielsen, Some Body, Morten Nielsen, Manden uden navn, Helge Bille, Nielsen-væsnet och Madame Nielsen. 2002–2011 verkade han genom den egna koncernen Das Beckwerk som 2010 arrangerade en officiell begravning av Claus Beck-Nielsen. 2013 återuppstod han och gav ut Mine møder med de danske forfattere under eget namn.
Beck-Nielsens böcker Självmordsaktionen (2006) och Mina möten med de verkliga författarna (2014) nominerades båda till Nordiska rådets litteraturpris. För sin dramatik har han tilldelats både Kjeld Abell-prisen och Reumert-Prisen.
2002 spelade Teater Galeasen i Stockholm Ci-vi-li-sa-ti-on i översättning av Ann-Mari Seeberg och regi av Rickard Günther med bland andra Danilo Bejarano och Jens Hultén. Ci-vi-li-sa-ti-on hade urpremiär på Det Kongelige Teater är 2000.